# 116166 Andrémaeder
(116166) Andrémaeder, denumire internațională (116166) Andremaeder, este un asteroid din centura principală de asteroizi.

## Descriere
116166 Andrémaeder este un asteroid din centura principală de asteroizi. A fost descoperit pe 3 decembrie 2003 la Observatorul La Silla de R. Behrend și R. Gauderon. Asteroidul prezintă o orbită caracterizată de o semiaxă mare de 3,12 ua, o excentricitate de 0,23 și o înclinație de 5,1° în raport cu ecliptica.